# Bahnhof Herbesthal

Der Bahnhof Herbesthal war ein Personen- und Güterbahnhof in der belgischen Ortschaft Herbesthal, die zur Gemeinde Lontzen in der Deutschsprachigen Gemeinschaft Belgiens gehört. Bereits 1843 an der damaligen Grenze zwischen dem Königreich Belgien und dem Königreich Preußen eröffnet, war der Bahnhof Herbesthal der älteste europäische Grenzbahnhof. Bis 1920 lag der Bahnhof in Preußen bzw. dem Deutschen Reich. Als Folge des Versailler Vertrags kam der bis dahin von den Preußischen Staatsbahnen betriebene Bahnhof zusammen mit dem Gebiet von Eupen-Malmedy 1920 an Belgien und wurde von der belgischen Staatsbahn SNCB übernommen. Diese betrieb ihn weiterhin als Grenzbahnhof, während auf deutscher Seite der Hauptbahnhof Aachen diese Funktion übernahm. 1966 wurde der Bahnhof stillgelegt, seine Funktionen gingen an den benachbarten, bereits vor 1920 belgischen Bahnhof Welkenraedt über.

## Geschichte

### Bau und Betrieb durch die Rheinische Eisenbahn-Gesellschaft
Bereits die ersten Eisenbahnplanungen des 1830 neu entstandenen Königreichs Belgien umfassten auch eine Strecke nach Köln, um einen Zugang zum Rhein zu erhalten, bei dem die belgische Industrie nicht die hohen niederländischen Zölle (Rheinzölle) zahlen musste. Rheinische Handelsmänner und Industrielle wie David Hansemann und Ludolf Camphausen griffen diese Ideen bald auf. Die von ihnen gegründete Rheinische Eisenbahn-Gesellschaft erhielt 1837 die königliche Genehmigung zum Bau einer Eisenbahnverbindung von Köln über Aachen bis zur damaligen preußisch-belgischen Grenze bei Herbesthal, zur damaligen Zeit ein kleines Dorf an der Grenze mit etwa 300 Einwohnern. Eine ursprünglich angestrebte Führung über Eupen ließ sich aus topographischen Gründen nicht verwirklichen, die Rheinische Eisenbahn sagte daher den Bau einer Stichbahn von Herbesthal nach Eupen zu. Die Rheinische Eisenbahn verständigte sich mit der belgischen Staatsbahn darauf, in Herbesthal einen gemeinsamen Betriebswechselbahnhof zu bauen; dort sollten auch Passkontrollen und Zollabfertigungen stattfinden.
In Herbesthal entstand der erste Grenzbahnhof Europas, bei dem eine Eisenbahnstrecke eine Landesgrenze überschritt. Nachdem die Strecke von Köln bis Aachen bereits 1841 eingeweiht worden war, verzögerte sich der Bau, vor allem durch den aufwändigen Bau der Ronheider Rampe, des großen Buschtunnels und des Viadukts über die Göhl bei Hergenrath. Am 15. Oktober 1843 wurde die Strecke von Aachen bis Herbesthal eingeweiht und zwei Tage später der belgische Abschnitt bis Verviers. Von Verviers bestand bereits seit Juli 1843 Bahnanschluss nach Lüttich. Auf der Gesamtstrecke von Aachen nach Lüttich wurde der durchgehende Betrieb am 24. Oktober 1843 aufgenommen. Sie entwickelte sich sehr bald zu einer der wichtigsten internationalen Verbindungen Westeuropas.
Der Bahnhof Herbesthal war zunächst ein gemeinsamer Bahnhof der beiden Verwaltungen, die den Betrieb zwischen Verviers und dem Bahnhof Ronheide am oberen Ende der Ronheider Rampe gemeinsam führten. Die Rheinische Eisenbahn stellte die Personenwagen und das Zugpersonal, die belgische Staatsbahn die Lokomotiven. Die Züge wurden mit Seilzug über die Rampe befördert. Dies erwies sich allerdings bald als teuer und betrieblich aufwändig und wurde schrittweise bis 1854 aufgegeben. Der Bahnhof Herbesthal wurde als Betriebswechselbahnhof ausgebaut, seither wechselten alle Züge dort ihre Lokomotiven. Auf belgischer Seite wurde einige Jahre später der Bahnhof Welkenraedt angelegt; Herbesthal blieb aber hauptsächlicher Grenz- und Betriebswechselbahnhof. Zwischen beiden Bahnhöfen lagen lediglich wenige hundert Meter freier Strecke.
Die bereits zur Betriebsaufnahme versprochene Zweigstrecke nach Eupen errichtete die Rheinische Eisenbahn-Gesellschaft erst zwanzig Jahre später, angeregt durch die maßgebliche Initiative des Eupener Bürgermeisters Peter Becker. Am 1. März 1864 wurde die Strecke Herbesthal–Eupen eingeweiht; der Bahnhof Herbesthal war für die Aufnahme der neuen Strecke erweitert worden. Er erhielt damals wahrscheinlich auch erstmals ein Bahnbetriebswerk.

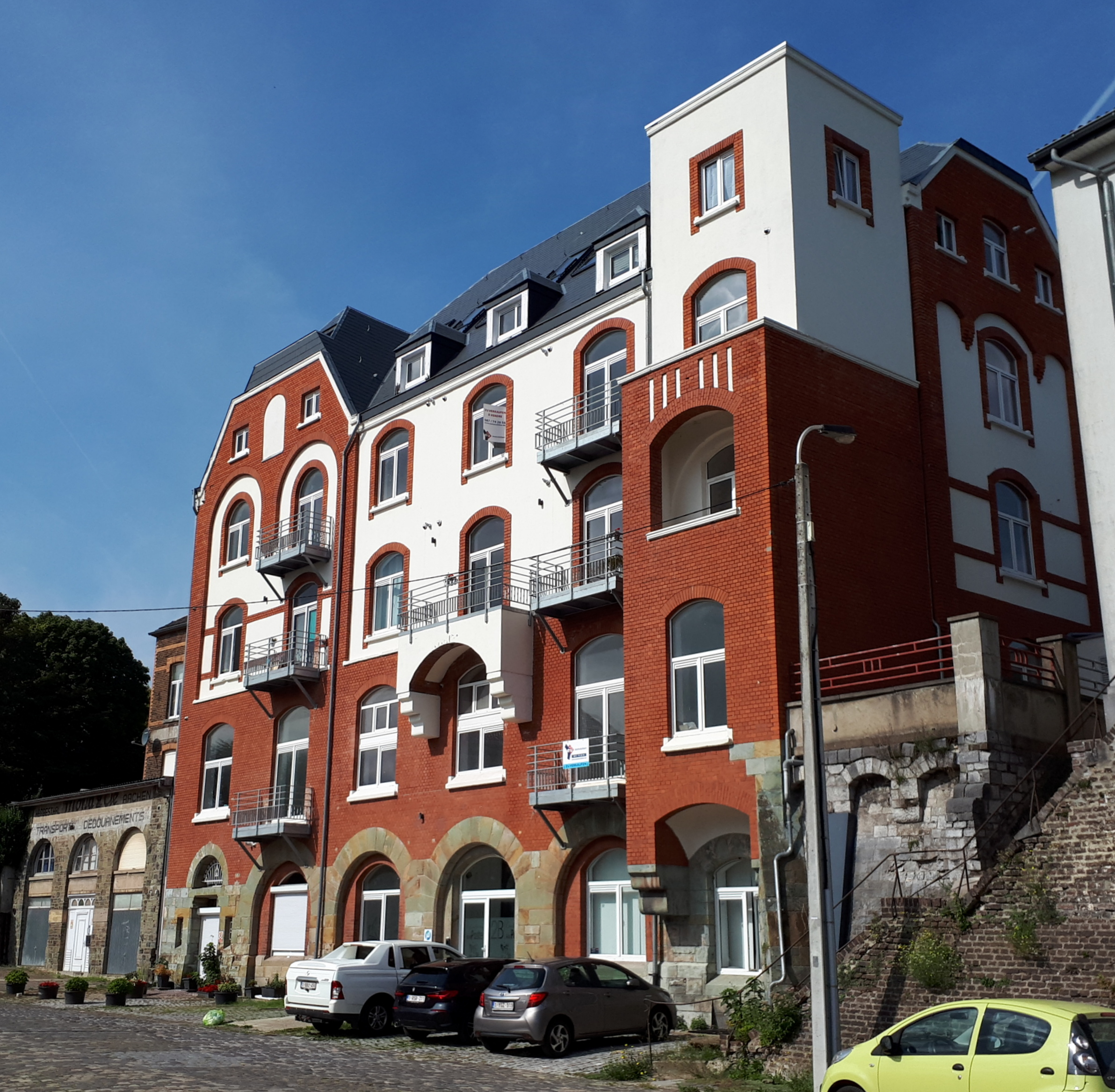
Kgl. Preußisches Postsortierzentrum von 1907

Im Jahr 1855 erhielt das Bahnhofsgebäude auf Wunsch der Oberpostdirektion Aachen ein neues Postamt. Es wurde von Henri-Chapelle nach Herbesthal verlegt und stieg zu einem der bedeutendsten Postämter Europas auf. Es wurde 1890 in ein in unmittelbarer Nachbarschaft des Bahnhofes neu errichtetes Gebäude ausquartiert, das 1920 von der belgischen Postverwaltung übernommen wurde. In den 1920er Jahren wurden täglich bis zu 1000 Postsäcke abgefertigt. Der spätere Einsatz von Bahnpostwagen bedeutete das Ende des Herbesthaler Postamtes.

### Bahnhof der Preußischen Staatsbahn
Trotz erbitterten Widerstands ihres Präsidenten Gustav Mevissen wurde die Rheinische Eisenbahn-Gesellschaft 1880 verstaatlicht, mit Wirkung zum 1. April dieses Jahres übernahm die Königliche Eisenbahndirection zu Cöln (linksrheinische) den Betrieb. Der Bahnhof Herbesthal gehörte seither ebenfalls zur Kölner Direktion.
Die KED Köln erneuerte den Bahnhof Herbesthal 1889 grundlegend. Die bisherigen Anlage stammte aus den Anfangsjahren der Eisenbahn und war den gestiegenen Anforderungen nicht mehr gewachsen. Der Bahnhof erhielt ein neues, repräsentatives Empfangsgebäude, um der gestiegenen Nachfrage gerecht zu werden. Neben den Einrichtungen für Zoll, Polizei und Passkontrolle sowie Wartesälen für alle Klassen bekam das Gebäude auch ein Fürstenzimmer. Der Güterbahnhof wurde ebenfalls erweitert, das Bahnbetriebswerk erhielt zwei Ringlokschuppen und Drehscheiben. Zwei Jahre zuvor war die Strecke nach Eupen bis nach Raeren verlängert worden, wo Anschluss an die Vennbahn bestand.
Ab Mitte der 1890er Jahre hielten die neu eingeführten Luxuszüge Ostende-Wien-Express und Nord-Express zur Grenzabfertigung in Herbesthal. Daneben verkehrten eine Vielzahl normaler Schnellzüge zwischen Nordfrankreich sowie Belgien und dem Rheinland bis nach Berlin. Im Güterverkehr besaß der Bahnhof ebenfalls eine hohe Bedeutung, auch wenn ein Teil des deutsch-belgischen Güterverkehrs unter Vermeidung der Ronheider Rampe über die Strecke vom Bahnhof Templerbend bzw. nach dessen Schließung 1910 vom Bahnhof Aachen West durch den Gemmenicher Tunnel nach Welkenraedt abgewickelt wurde.

### Der Erste Weltkrieg und die Folgen
Mit Ausbruch des Ersten Weltkriegs endete der zivile Grenzverkehr und die preußischen Staatsbahnen übernahmen auch den Betrieb im besetzten Belgien. Herbesthal wurde Übergangsbahnhof und zum wichtigsten militärischen Bahnhof für den Nachschub in die besetzten Gebiete und zur Westfront. Zugleich strandeten hier tausende Verwundete aus den Kampfgebieten, wurden medizinisch versorgt und verpflegt. Außerdem wurden über den Bahnhof Herbesthal mehr als 70.000 belgische Zwangsarbeiter weitergeleitet. Gegen Ende des Ersten Weltkrieges fiel der Bahnhof in die Hände von Plünderern, die sich auf der Rückkehr nach Deutschland befanden. Die Überlastung des Bahnhofs und der gesamten Strecke nach Lüttich durch den Militärverkehr führten 1915 zum Bau der 1917 fertiggestellten heutigen Montzenroute.
Der Versailler Vertrag führte zur Abtrennung der Kreise Eupen und Malmedy vom Deutschen Reich und ihrer Angliederung als Ostbelgien an das Königreich Belgien. Die belgische Staatsbahn übernahm die Strecke bis zur neuen Grenze südlich des Buschtunnels. Der Bahnhof Herbesthal blieb bis 1940 weiterhin wichtiger Grenzbahnhof, jetzt allerdings auf belgischer Seite, auch wenn einige wenige Personenzüge weiterhin die zwischen Herbesthal und der neuen Grenze liegenden Bahnhöfe Astenet und Hergenrath bedienten. Der Verkehr erholte sich in den 1920er Jahren zunehmend, mit dem Ostende-Köln-Pullman-Express kam ein dritter Luxuszug zu Nord-Express und Ostende-Wien-Express hinzu – in Herbesthal hielt er allerdings nur in Richtung Köln. Herbesthal verlor außerdem einen Teil seiner Funktionen, so fand der Lokomotivwechsel zwischen SNCB und der seit 1920 als Nachfolger der preußischen Staatsbahnen verkehrenden Deutschen Reichsbahn meist in Aachen statt.

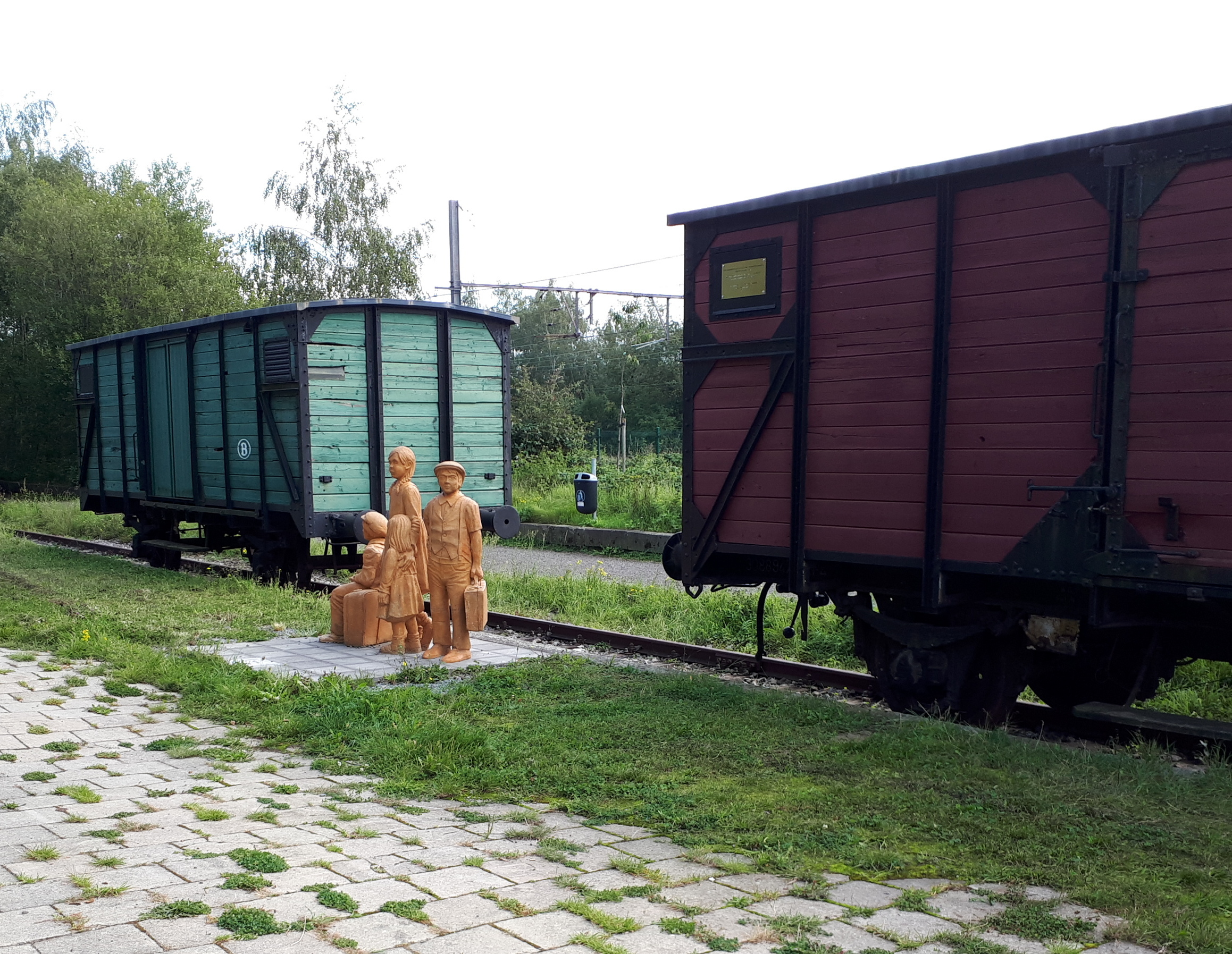
Denkmal (Waggons und Skulptur) für die jüdischen Kindertransporte ab Herbesthal

Zwischen Ende 1938 und dem Überfall auf Belgien im Mai 1940 wenige Monate nach dem Beginn des Zweiten Weltkriegs spielte der Grenzbahnhof Herbesthal eine besondere Rolle bei den so genannten Kindertransporten. In diesem Zeitraum, wo sich in Deutschland die Judenverfolgung verschärfte und die Novemberpogrome 1938 stattfanden, wurden jüdische Kinder und Jugendliche aus dem Deutschen Reich von ihren Familien getrennt und teilweise ohne Wiedersehen nach dem Krieg über den Bahnhof Herbesthal in das damals noch unbesetzte Königreich Belgien transportiert. Durch diese Aktion, die an mehreren Grenzbahnhöfen stattfand, konnten rund 15.000 Kinder und Jugendliche und allein über Herbesthal knapp 1.000 überleben und dem Zugriff der Nazi-Schergen entzogen werden. Dabei spielte sich zwischen dem 2. und 8. Januar 1939 ein dramatisches Ereignis ab, als die belgische Grenzpolizei in Herbesthal etwa 70 unbegleiteten jüdischen Kindern die Einreise nach Belgien verweigerte und sie ins Deutsche Reich zurückschickte.
Anlässlich des Internationalen Holocaust-Gedenktages am Sonntag, dem 27. Januar 2019, wurde dieser historischen Begebenheit gedacht und ein Denkmal zur Erinnerung an die jüdischen Kindertransporte aufgestellt und enthüllt. Es wurde von dem Aachener Künstler Sebastian Schmidt kreiert und zeigt eine abreisebereite Kindergruppe vor zwei alten originalgetreuen Güterwaggons. Ähnliche Initiativen gab es ebenfalls in den Bahnhöfen von London, Berlin, Hoek van Holland, Prag und Danzig.
Nach dem Einmarsch der Wehrmacht infolge des am 10. Mai 1940 begonnenen Westfeldzugs annektierte das Deutsche Reich die 1919 abgetretenen Gebiete in Ostbelgien sowie weitere überwiegend deutschsprachige Gemeinden. Die Deutsche Reichsbahn übernahm die Bahnstrecken in diesem Gebiet und der Bahnhof Herbesthal wurde wieder deutscher Grenzbahnhof.  Sie führte den Betrieb in Herbesthal bis zum Vormarsch der Alliierten im Spätsommer 1944.

### Nach 1945
Nach 1945 nutzte die SNCB den Bahnhof erneut als Grenzbahnhof. Im Unterschied zur Vorkriegszeit gab es keinen Lokalverkehr mehr in Richtung Aachen. Der Lokwechsel wurde grundsätzlich wieder in Herbesthal durchgeführt, erst ab 1947 fand er bei einzelnen Zügen wieder in Aachen statt. Das Bahnbetriebswerk des Bahnhofs gewann dadurch an Bedeutung. Waren vor dem Krieg vorwiegend Güter- und Personenzuglokomotiven stationiert gewesen, so führte Herbesthal jetzt auch die schweren Pacifics der NMBS/SNCB-Reihe 1 im Bestand, zu dieser Zeit die leistungsfähigsten Schnellzugdampflokomotiven in Belgien. In den 1950er Jahren war der Bahnhof Herbesthal wieder einer der wichtigsten Grenzbahnhöfe Westeuropas. Züge wie der Nord-Express und der Tauern-Express wechselten hier ihre Lokomotiven. Mit Betriebsaufnahme der Trans-Europ-Express-Züge 1957 wurde Herbesthal Bahnhof für die ersten TEE-Züge, das Personal des Bahnbetriebswerks übernahm die deutschen und französischen Triebwagen auf den belgischen Abschnitten.
Ende der 1950er Jahre begannen die Deutsche Bundesbahn und die SNCB mit Planungen für eine Elektrifizierung der Strecke zwischen Lüttich und Köln. Als Systemwechselbahnhof zwischen dem deutschen Wechselstrom- und dem belgischen Gleichstromsystem wurde schließlich der Aachener Hauptbahnhof ausgewählt. Da in Aachen sowieso bei vielen internationalen Zügen Kurswagen gewechselt wurden, erforderte der Lokwechsel dort keine zusätzliche Zeit. Bedingt durch die 1961 begonnenen Bauarbeiten wurde ein Teil der Fernzüge über die Montzenroute umgeleitet und verlor damit seinen Halt in Herbesthal. Zuvor war am 28. März 1959 der Personenverkehr zwischen Herbesthal und Raeren eingestellt worden, der Bahnhof verlor damit seine Funktion als Umsteigebahnhof.
Die SNCB benötigte weiterhin einen Grenzbahnhof auf ihrer Seite der Grenze. Nachdem im Zuge des flämisch-wallonischen Sprachenstreits 1962 die offizielle Sprachgrenze zwischen den Gemeinden Herbesthal und Welkenraedt gezogen worden war, wurde aus politischen Gründen der im französischen Sprachgebiet liegende Bahnhof Welkenraedt zum neuen Grenzbahnhof. Der Bahnhof Herbesthal verlor mit Inbetriebnahme des elektrischen Betriebs am 22. Mai 1966 alle Funktionen und wurde am 7. August 1966 offiziell geschlossen. Zuvor war bereits am Tag der Aufnahme des elektrischen Betriebs das Bahnbetriebswerk geschlossen worden.

## Anlagen und Bauwerke

### Empfangsgebäude und Personenbahnhof

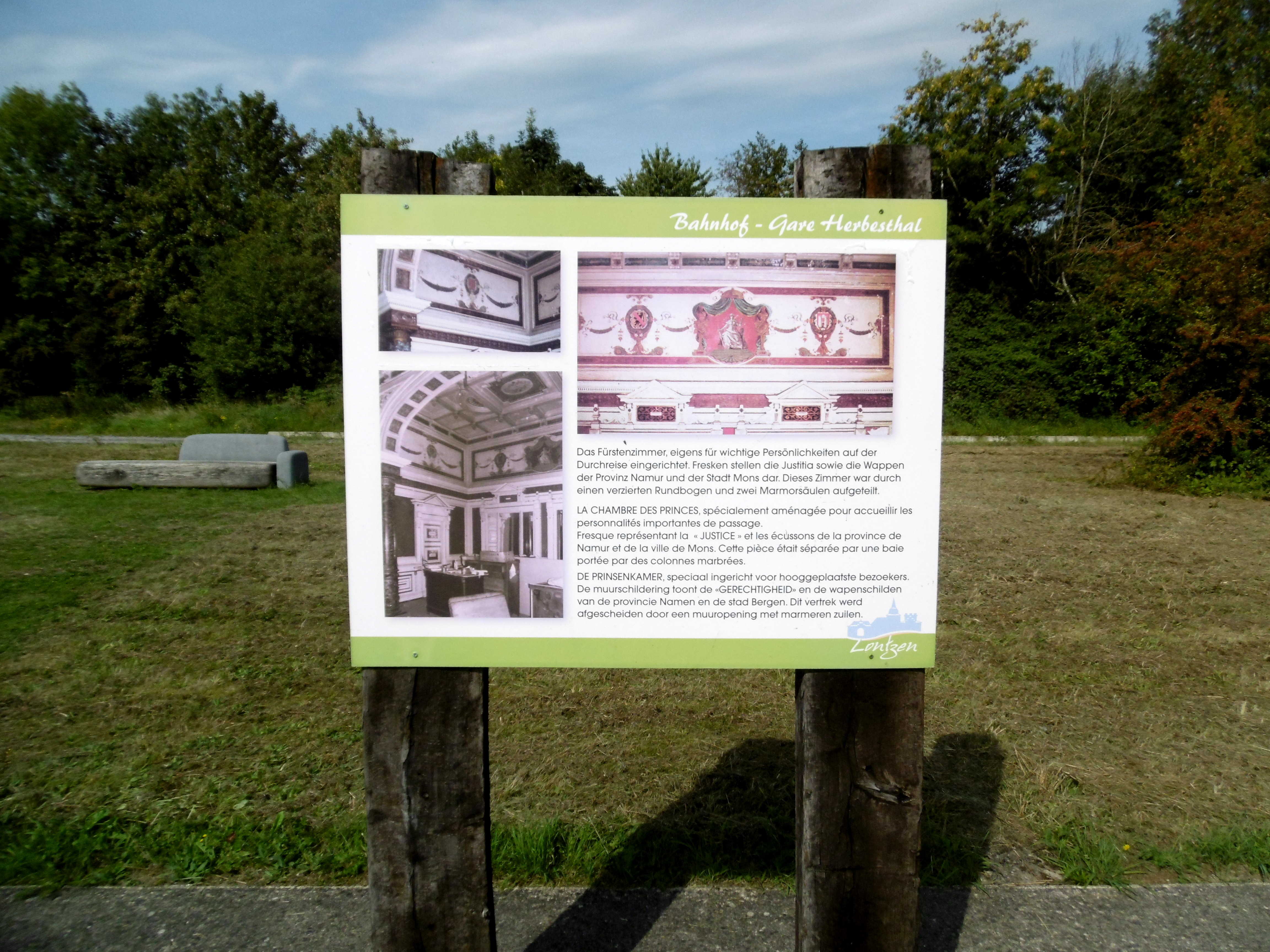
Hinweistafel zum alten Fürstenzimmer im Bahnhofsgebäude

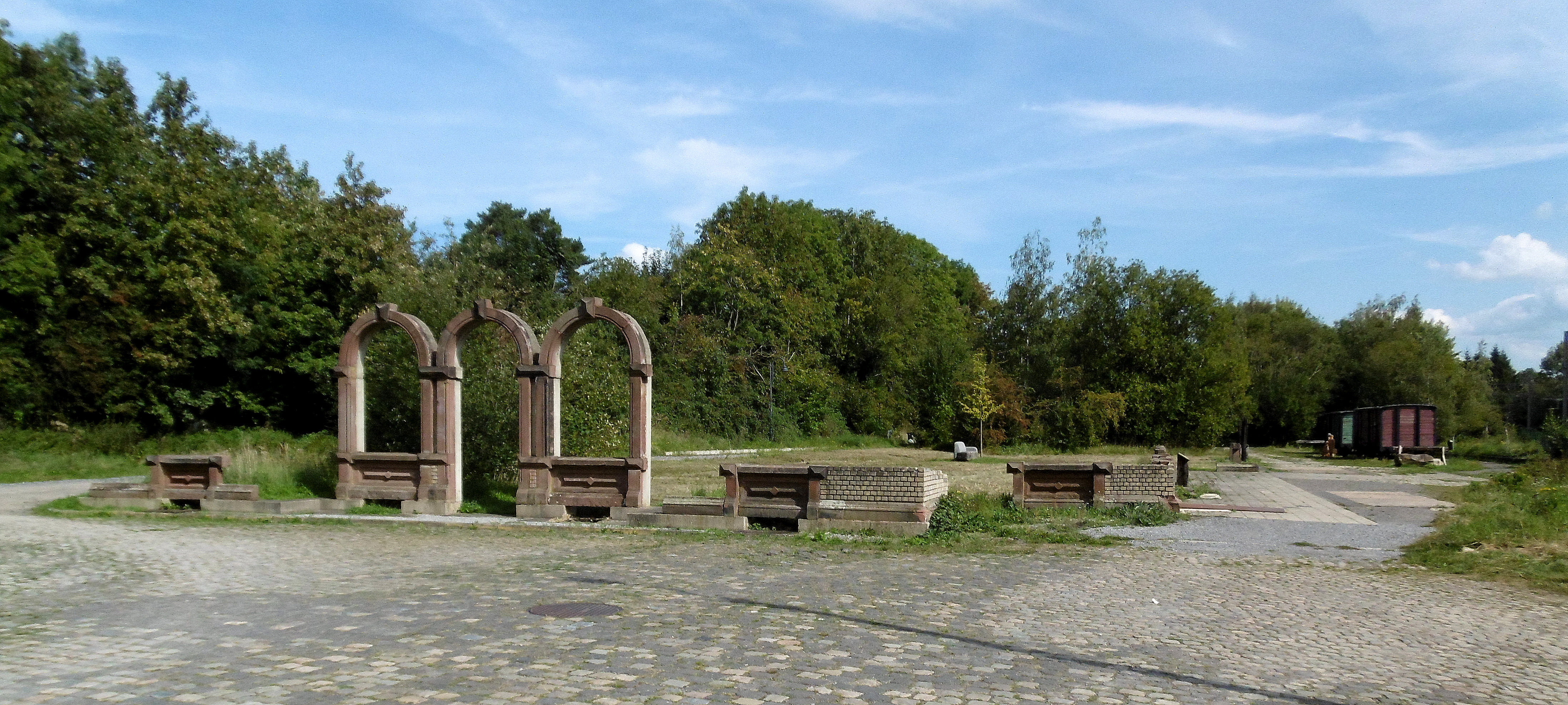
Bahnhofsgelände mit historischen Relikten 2023

Das 1889 errichtete Empfangsgebäude erhielt zunächst nur einen überdachten Hausbahnsteig. Mit der zunehmenden Nachfrage entstanden zwei überdachte Inselbahnsteige. Die am Hausbahnsteig und diesen Inselbahnsteigen liegenden Gleise 1 bis 5 dienten dem Verkehr auf der Strecke von Aachen nach Lüttich, ein weiterer, am südlichen Rand des Bahnhofsgeländes liegender Bahnsteig mit den Gleisen 12 und 13 diente dem Lokalverkehr nach Eupen und Raeren. Nach der Stilllegung wurden die Bahnsteige bald abgerissen, während das Empfangsgebäude des Bahnhofs noch jahrelang leer stand. Es wurde schließlich 1983 trotz lokaler Proteste abgerissen. Sichtbar sind lediglich noch ein paar Grundmauern und Stufen. Im Rahmen einer Ausstellung erinnerte die Gemeinde Lontzen im Sommer 2014 auf der Fläche des ehemaligen Empfangsgebäudes an die Geschichte des Bahnhofs.
Der westlich des Personenbahnhofs gelegene Güterbahnhof wurde nach der Stilllegung als Teil des Bahnhofs Welkenraedt weiter betrieben. In den 1980er Jahren wurde auch dort der Betrieb eingestellt, die zuletzt für die Güterabfertigung genutzten Gebäude verfielen danach. Die Gemeinde Lontzen beschloss 2012, die noch vorhandenen Gebäude zu sanieren und unter anderem als Jugendtreff zu nutzen.
Anlässlich des 100. Jahrestages des Beginns des Ersten Weltkrieges wurde im Frühjahr 2014 auf dem Areal des ehemaligen Bahnhofs Herbesthal eine Ausstellung installiert, auf dem es neben originalen Bekanntmachungen des Deutschen Reiches, Texte aus der liberalen Vervierser Zeitung, Karten, Lebensmittelmarken etc. auch drei Eisenbahnwaggons aus jener Zeit zu sehen gab, die eigens dafür restauriert und auf den alten Gleisen positioniert sind. Diese Ausstellung war bis November 2014 zu besichtigen und wurde von den Gemeinden Lontzen, Kelmis, Welkenraedt und Plombieres sowie der Autonomen Hochschule in der Deutschsprachigen Gemeinschaft und anderen Partnern getragen. Für die Zukunft plant man die Umrisse des alten Bahnhofs wieder deutlicher hervorzuheben und auch das alte Postsortierzentrum wieder aufzubauen.

### Bahnbetriebswerk
Das Bahnbetriebswerk Herbesthal entstand aus den ersten Lokomotivbehandlungsanlagen der Rheinischen Eisenbahn, die diese nach Einführung des Lokomotivbetriebs über die Ronheider Rampe benötigte. Umfassend ausgebaut wurde es von den preußischen Staatseisenbahn 1889 und erhielt zwei Ringlokschuppen mitsamt Drehscheiben. Beheimatet waren durch die KED Köln vorwiegend Personen- und Güterzuglokomotiven. 1920 waren kurz vor Übergabe an Belgien Lokomotiven der Baureihen P 8, T 9 und T 3 stationiert. Die SNCB übernahm das Bahnbetriebswerk als Depot und legte ihre eigene kleinere Betriebswerkstätte in Welkenraedt still. Infolge der Bestimmungen des Waffenstillstands von Compiègne erhielt Belgien viele preußische Lokomotiven, diese stellten daher weiterhin einen Großteil des Bestands in Herbesthal. Unter anderem waren die belgischen Baureihen 81 (preußische G 8.1), 93 (preußische T 9.3) und 97 (preußische T 14) in Herbesthal stationiert, daneben auch die NMBS/SNCB-Reihe 7 und die NMBS/SNCB-Reihe 29. Die meisten Schnellzüge wurden allerdings von Lokomotiven der Depots Lüttich und Brüssel bespannt.
Nach dem Zweiten Weltkrieg gewann das Depot an Bedeutung, da es nun auch die Bespannung der Schnellzüge übernahm. Bis 1955 setzte Herbesthal die schweren Pacifics der Reihe 1 ein. Danach übernahmen die Lokomotiven der nach dem Krieg beschafften Reihe 29 die Schnellzüge, während im Güterverkehr weiterhin ein Teil der Leistungen von den ehemals preußischen Maschinen der Reihen 81 und 97 übernommen wurde. Die ab Mitte der 1950er beschafften Diesellokomotiven stationierte die NMBS/SNCB in Lüttich und Montzen, so dass Herbesthal bis zur Schließung 1966 ein reines Dampfdepot blieb.